# Église catholique éthiopienne
L'Église catholique éthiopienne, Église catholique abyssinienne ou Église catholique guèze est une des Églises catholiques orientales. Le chef de l'Église porte le titre d'archevêque métropolitain d'Addis-Abeba des Éthiopiens, avec résidence à Addis-Abeba (titulaire actuel : Son Eminence Berhaneyesus Demerew Souraphiel depuis 1999).

## Histoire
Lors des Grandes Découvertes, les explorateurs portugais ouvrirent la voie à des contacts directs entre l'Église catholique et l'Église éthiopienne orthodoxe assimilée au prêtre Jean. Au XIVe siècle, des missionnaires catholiques débarquèrent en Éthiopie. Le 28 août 1439, le pape Eugène IV envoya un message d'unité avec l’Église catholique à l'empereur d’Éthiopie Constantin Ier mais cette tentative demeura sans succès.

### Une tentative jésuite auXVIesiècle
Lors de la guerre qui l'opposait au sultanat d'Adal (1529-1559), l'empereur d’Éthiopie fit appel aux Portugais, ce qui permit de maintenir l'indépendance de l'Abyssinie chrétienne. Des missionnaires jésuites se joignirent à l'ambassade portugaise et concentrèrent leurs efforts de conversion sur la classe dirigeante du pays, en particulier l'empereur, afin d'obtenir l'union de l’Église éthiopienne avec l'Église de Rome. L'empereur Susneyos fut converti par le père Pedro Páez. En 1622, Susneyos fait du catholicisme la religion d’État. L'année suivante, le pape Grégoire XV nomma Afonso Mendes, un jésuite portugais, patriarche latin d'Éthiopie. En 1626, l'union formelle fut déclarée quand Mendes se rendit dans le pays. Il chercha à latiniser l’Église éthiopienne et l'empereur Susneyos usa de la force pour y parvenir, suscitant de vives réactions dans la population. En 1632, Susneyos mourut et son successeur Fasiladas s'empressa de chasser Mendes en 1636, rompit l'union avec Rome et fit expulser ou massacrer les missionnaires restants. Durant les 200 ans qui suivirent, l’Éthiopie resta fermée aux missions catholiques.

### Nouvelle présence catholique auXIXesiècle
En 1839, les Lazaristes et les Capucins reprirent les missions avec une certaine modération imposée par une opposition publique forte. La même année, Justin de Jacobis fut nommé premier préfet apostolique en Abyssinie et chargé de superviser la fondation des missions catholiques dans le pays. Après huit ans de durs travaux, il fut fait évêque titulaire de Nilopolis (de) en 1847 et, peu après, vicaire apostolique d'Abyssinie, mais il refusa la dignité épiscopale jusqu'à ce qu'on le force à l'accepter, en 1849.
En 1849, est créé le vicariat apostolique des Gallas, confié à l'évêque capucin Mgr Guillaume Massaia (1818-1889), qui sera expulsé sept fois, jusqu’en 1879. Il est remplacé en 1880 par Mgr Taurin-Cahagne. En 1882 arrive le père Marie-Élie Jarosseau qui s'installe à Zeila, puis Harar où il s'occupe de l'éducation de Tafari Mekonnen, futur Haile Selassié. Il devient vicaire apostolique des Gallas en 1900.
En 1889, l'empereur Ménélik II accéda au trône et autorisa officiellement l'accès aux missionnaires catholiques. Avec la conquête de l’Éthiopie par l'Italie lors de la seconde guerre entre les deux pays, l'activité des missionnaires augmenta, de la même façon qu'en Érythrée qui était déjà passé sous contrôle italien dès 1889.
En 1919, le Collège pontifical éthiopien fut fondé à l'intérieur du Vatican même par le pape Benoît XV. L'église Saint-Stéphane, derrière la basilique Saint-Pierre, fut rattachée au collège.

### Après la Seconde Guerre mondiale
Le rite latin s'était établi dans le sud de l’Éthiopie, dans des régions qui n'avaient pas été chrétiennes auparavant et qui ne furent intégrées à l'État contemporain qu'à la fin du XIXe siècle. L'occupation italienne de l’Éthiopie en 1936 donna lieu à l'accroissement du nombre de juridictions de rite latin, mais l'expulsion des missionnaires étrangers à la fin de la Seconde Guerre mondiale signifia que le clergé de rite éthiopien dut prendre en charge des régions qui se trouvaient alors dénuées de clergé catholique. De ce fait, en 1951, l'Exarchat apostolique de rite éthiopien d'Addis-Abeba fut fondé, et l'Ordinariat d’Érythrée fut élevé au rang d'exarchat. Dix ans plus tard, le 20 février 1961, une province ecclésiastique éthiopienne fut fondée, avec Addis Abeba comme siège métropolitain, tandis qu'Asmara (Érythrée) et Adigrat (Éthiopie) furent des éparchies suffragantes.
En 1995, deux nouvelles éparchies, Barentu et Keren furent établies en Érythrée et le vicariat apostolique de rite latin fut aboli. L’Érythrée devint ainsi le seul pays où tous les catholiques, quel que soit le rite liturgique personnel, appartiennent à une juridiction catholique orientale. En 2003, une nouvelle éparchie fut créée à Emdibir, dans la Région des nations, nationalités et peuples du Sud (Éthiopie), puis en 2012 une autre à Segeneiti dans le sud de l'Érythrée. En conséquence, l'église métropolitaine catholique éthiopienne comprend désormais sept sièges, trois en Éthiopie et quatre en Érythrée.
Il existe également des juridictions de rite latin dans le sud de l'Éthiopie mais aucune d'entre elles n'a le rang de diocèse : cinq sont des vicariats apostoliques et deux des préfectures apostoliques. Bien que ces juridictions soient de rite latin, un grand nombre de prêtres de rite guèze y exercent leur ministère, et deux d'entre elles (le vicariat apostolique de Meki et celui de Harar) ont un évêque de rite guèze.

### AuXXIesiècle
Le 19 janvier 2015, le pape François érige l'Église métropolitaine érythréenne par détachement de l'Église métropolitaine éthiopienne. 
L’Église éthiopienne perd alors sa juridiction sur l'ensemble du territoire érythréen, c'est-à-dire sur les éparchies d'Asmara élevée en archéparchie métropolitaine, de Barentu, Keren et Segeneiti.
Le même jour est érigée en Éthiopie l'éparchie de Baher Dar-Dessie par division de l'archéparchie d'Addis-Abeba.
Ces modifications interviennent quelques jours après qu'a été annoncée la création cardinalice de l'archevêque métropolitain d'Addis-Abeba, Mgr Berhaneyesus Demerew Souraphiel.

## Statut
L'Église catholique éthiopienne est une Église métropolitaine de droit propre, régie par les canons 155 à 173 du code des canons des Églises orientales.
Elle est dirigée par un métropolite, nommé par le pape et assisté d'un conseil des hiérarques.

## Organisation
Au 19 janvier 2013, l'Église catholique éthiopienne compte quatre Églises particulières.
| Nom                          | Siège            | Pays     | Ordinaire                       | Réf.  |
| ---------------------------- | ---------------- | -------- | ------------------------------- | ----- |
| Archéparchie d'Addis-Abeba   | Addis-Abeba      | Éthiopie | Berhaneyesus Demerew Souraphiel | [ 5 ] |
| Éparchie d'Adigrat           | Adigrat          | Éthiopie | Tesfay Medhin                   | [ 6 ] |
| Éparchie de Baher Dar-Dessie | Baher Dar-Dessie | Éthiopie | Lisane-Christos Matheos Semahun | [ 7 ] |
| Éparchie d'Emdibir           | Emdibir          | Éthiopie | Musie Ghebreghiorghis           | [ 8 ] |

## Liste des primats
Les primats de l'Église catholique éthiopienne ont été depuis 1961 :
- Asrate Mariam Yemmeru (1961-1977)
- Paulos Tzadua (1977-1998)
- Berhaneyesus Demerew Souraphiel (1999-aujourd'hui)